# گمینا سکولسک
گمینا سکولسک (به لهستانی:  Gmina Skulsk) یک گمینا در لهستان است که در شهرستان کونگن واقع شده‌است. گمینا سکولسک ۸۴٫۸۶ کیلومتر مربع مساحت و ۶٬۱۴۵ نفر جمعیت دارد.